# Melanotaenia monticola
Melanotaenia monticola är en fiskart som beskrevs av Allen, 1980. Melanotaenia monticola ingår i släktet Melanotaenia och familjen Melanotaeniidae. IUCN kategoriserar arten globalt som otillräckligt studerad. Inga underarter finns listade i Catalogue of Life.